# Rover 75
Rover 75 — передне- и заднеприводный автомобиль бизнес-класса с поперечно (кроме версий V8 и XPower) расположенным двигателем, выпускавшийся британской компанией Rover с участием немецкого концерна BMW.

## Название и дизайн
Rover 75 стал последним из автомобилей бизнес-класса, выпущенных компанией Rover, придя на смену машинам 600-й и 800-й серий. 
Дизайн кузова был разработан Ричардом Вули (Richard Woolley) ещё в 1994 году (до приобретения компании концерном BMW), а сам автомобиль впервые представлен на автосалоне в Бирмингеме (British International Motor Show) 22 октября 1998 года. Обозначение 75 принадлежало одному из самых известных автомобилей Rover 1950-х (Rover P4). Идея дизайна и была позаимствована у седана тех лет, при этом соответствовала тенденциям английского дизайна автомобилей конца 1990-х - начала 2000-х годов (Jaguar XJ, Jaguar S-type, появившиеся позднее Jaguar X-type и Bentley Continental. Четыре круглые фары спереди, скругленные горизонтальной линией сверху, тонкие металлические линии молдингов и ручек, тянущиеся по бокам кузова, стильные задние фонари, традиционно хромированные накладки на передние пороги, кожаные либо велюровые салоны с отделкой ореховым шпоном или (на более поздних экземплярах) пластиком под дерево, приборные панели цвета слоновой кости с хромом и классическими шрифтами — в автомобиле во всем просматривается английский стиль.

## Технические особенности
Модель комплектовалась следующими двигателями: 
1) бензиновый 1,8 л. без турбины (рядный, 4 цилиндра, 16 клапанов, 120 л.с./88 kW), 
2) бензиновый 1,8 л. с турбиной (рядный, 4 цилиндра, 150 л.с./110 kW), 
3) V-образный бензиновый 6-цилиндровый 2,0 л. (150 л.с./110 kW),
4) V-образный бензиновый 6-цилиндровый 2,5 л. (175-177 л.с., в зависимости от года выпуска),
(Все вышеперечисленные двигатели - производства MG Rover Group)
5) бензиновый 4,6 л. V8 260 PS (191 kW) от FORD Mustang (модель с данным двигателем была заднеприводной),
6) турбодизельный двигатель BMW с системой Common Rail объемом 2,0 литра 116 PS (85 kW) и позднее 131 PS (96 kW). 
Самая «быстрая» версия (V8) разгоняется до 100 км/ч за 7,2 сек, максимальная скорость равна 250 км/ч (ограничена электроникой), самая медленная версия машины (1.8 л./120 л.с. + АКПП, в кузове универсал) имеет разгон до 100 км/ч 14 секунд и максимальную скорость 182 км/ч.
Автомобили комплектовались механическими и автоматическими 5-ти ступенчатыми коробками передач (автоматическая коробка японской компании Jatco, механическая - Getrag), а также 4-ступенчатыми автоматическими и 6 ступенчатыми механическими коробками передач для V8. 
Параллельно с обычными Ровер 75 выпускалась и их спортивная линейка "MG ZT"(седаны) и MG ZT-t (универсалы), имеющие более спортивную подвеску и несколько отличающиеся тормоза, а также за счёт иных распредвалов и настроек двигателя имеющие большую мощность при тех же объёмах без использования турбин (за исключением серии X Power, форсированных с турбиной вплоть до 1000 л.с. (только для MG SV, всего 3 тестовых автомобиля имели 1000 лошадей).
Компания BMW приняла участие в разработке некоторых технических решений этого автомобиля (в частности, некоторые детали электрики автомобиля имеют маркировку BMW).

## Развитие модели
В 2001 году начато производство универсалов. Заднее стекло универсала можно было поднять отдельно, что позволяло класть багаж в машину, не открывая дверь целиком. Максимальная длина перевозимого груза (со сложенными задними сиденьями) составляла 206 см; объём багажника при складывании задних сидений увеличивался с 680 до 1 222 литров. Преобразование седана в универсал осуществило ателье TWR Design, в том числе небезызвестные Петер Стивенс (Peter Stevens), дизайнер McLaren F1, и Ян Каллам (Ian Callum), дизайнер Aston Martin (DB7, DB9, Vanquish), Jaguar (XK, XF, XJ (2009), F-Type).
Вместе с тем, с 2001 года началось и удешевление имеющихся комплектации, продолжавшееся на протяжении всего периода производства модели (так, перестали устанавливаться подголовники с тиснением в виде эмблемы Rover, красные катафоты на торцах дверей заменены светоотражающими наклейками, а в конце концов даже шпон грецкого ореха, использовавшийся в отделке торпедо, был заменён на пластик «под дерево»). В этом же году стартовали продажи в России, где Rover 75 некоторое время был одним из наиболее продаваемых автомобилей в своём классе.
В 2002 году компанией Vanden Plas была разработана Luxury версия кузова лимузин с удлинённой колёсной базой.
В 2004 году произведён фейслифтинг (уже без участия Ричарда Вули). Изменения коснулись решётки радиатора, фар (лампы ближнего и дальнего света были объединены в одну блок-фару).
В целом, после 2004 дизайн автомобиля стал более современным; с учётом того, что дизайн 1998 года содержал преднамеренные аллюзии на автомобили 50-х годов, фейслифтинг вызвал неоднозначную реакцию прессы. В следующем году производство автомобилей этой модели в Европе было полностью прекращено, а завод в Лонгбридже (Бирмингем) закрыт.

## Производство в Китае (Roewe 750)
В 2005 году права на выпуск по полному циклу Rover 75 были приобретены Shanghai Automotive Industry Corporation (SAIC) вместе с двумя заводами MG Rover group (и всеми имеющимися у них технологиями). Позднее один из заводов был переправлен в Китай вместе с инженерным составом, а один продолжил выпуск продукции на территории Англии (в том числе и собираемые по состоянию на 2015 год в Европе MG-6).
Одновременно, бренд "Rover" был приобретён концерном Ford (впоследствии, вместе с брендом Land Rover, отчуждён Tata Motors), таким образом, что SAIC была вынуждена создать марку Roewe. Автомобили, выпускаемые ранее под брендом Rover, приобрели свои новые названия в начале под брендом MG (в частности, Rover 75 получил название MG-7), а позднее и под брендом автомобилей Roewe (Rover 75 получил название Roewe 750).
В 2013 году на базах Rover75 Vanden Plas, Buick LaCrosse и Daewoo Alpheon был выпущен представительский седан Roewe 950 (сегмент F).
По состоянию на июль 2015 года, Roewe 750 ещё производится, при этом используются двигатели 1.8Т и 2.5 V6; существует и гибридная версия автомобиля.